# Otamowanie
Otamowanie (ang. thought blocking) – zaburzenie myślenia mogące być objawem zaburzeń psychotycznych, objawiające się nagłym zatrzymaniem toku myślenia. Jeśli nastąpi ono w środku wypowiedzi, uwidacznia się jako przerwa w zdaniu, po czym pacjent kontynuuje je na inny temat, nie pamiętając, o czym mówił przed przerwaniem wątku.